# Rachel McAdams

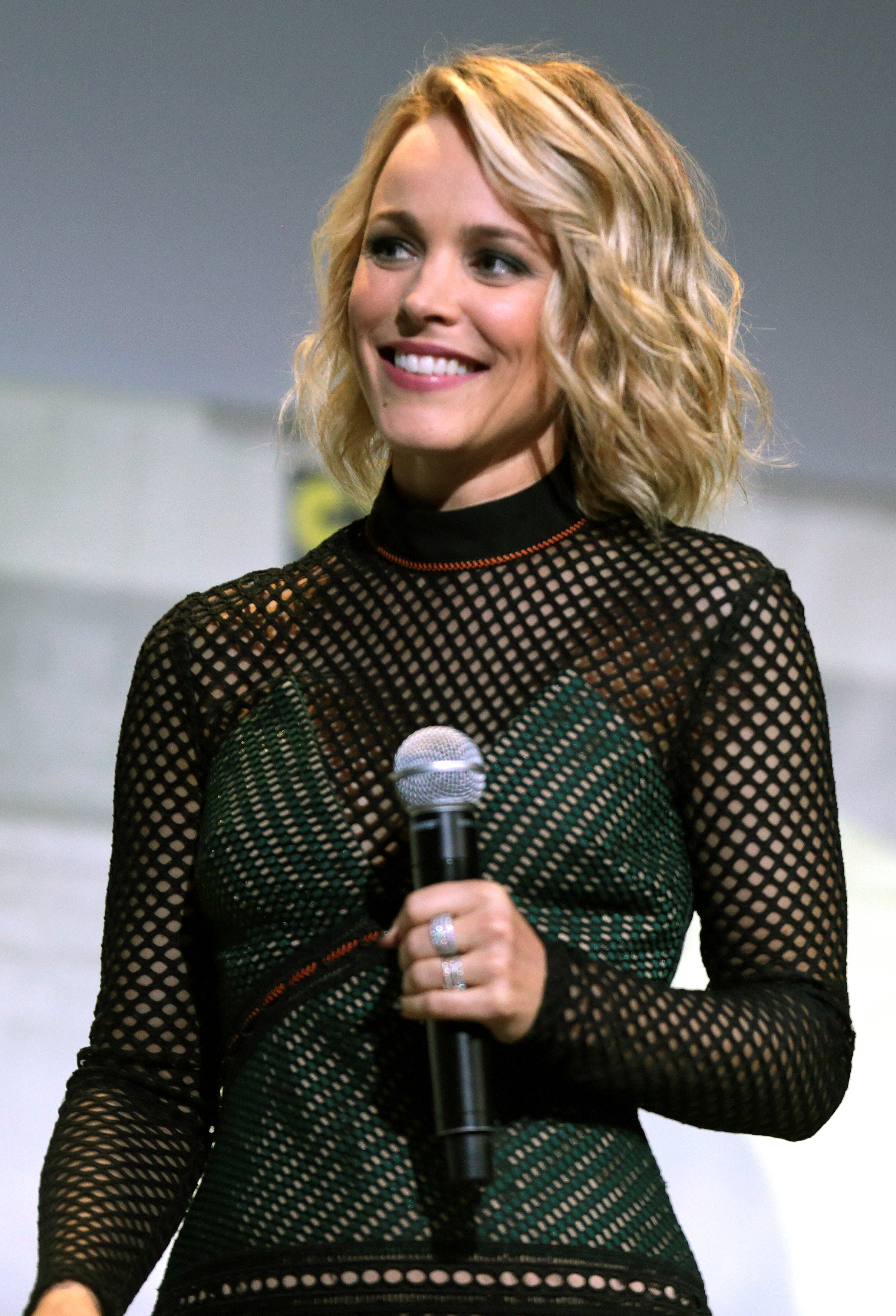
Rachel McAdams (2016)

Rachel Anne McAdams (* 17. November 1978 in London, Ontario) ist eine kanadische Schauspielerin.

## Leben und Karriere
McAdams wurde als Tochter eines Lastwagenfahrers und einer Krankenschwester geboren und wuchs in der Kleinstadt St. Thomas auf. Sie hat einen jüngeren Bruder und eine jüngere Schwester. Im Alter von 13 Jahren begann sie mit der Schauspielerei, nach dem Besuch des Central Elgin Collegiate Institute in St. Thomas studierte sie Schauspielkunst an der York University in Toronto.
Ihre ersten Rollen hatte sie in Fernsehfilmen und -serien wie Shotgun Love Dolls und Mission Erde: Sie sind unter uns. Ihr Debüt auf der Kinoleinwand hatte sie 2002 in der italienisch-kanadischen Koproduktion My Name Is Tanino. Für ihre Rolle in dem Kleinstadtdrama Perfect Pie war sie als beste Newcomerin für einen Genie Award nominiert und machte so Hollywood auf sich aufmerksam. Ihr nächster Film war die Komödie Hot Chick – Verrückte Hühner aus dem Jahr 2002, in der sie die Hauptrolle neben Rob Schneider spielte. Größere Bekanntheit erlangte sie jedoch 2004 an der Seite von Lindsay Lohan in dem Film Girls Club – Vorsicht bissig!, für den Tina Fey das Drehbuch verfasst hatte. Während sie in diesen Filmen den typischen High-School-Teenager spielte, wendete sie sich mit Wie ein einziger Tag (2004) ernsthafteren und erwachseneren Rollen zu. Bei den Dreharbeiten lernte sie auch Ryan Gosling kennen, mit dem sie später verlobt war; das Paar gab 2007 seine Trennung bekannt.
Bei den MTV Movie Awards brachte es McAdams 2004 auf eine Rekordnominierung in fünf Kategorien, unter anderem für die beste Schauspielerin und die beste Newcomerin. Ihre Darstellung in dem Film Wie ein einziger Tag wurde sogar in der New York Times gewürdigt und lobend erwähnt. Zudem war McAdams bei den Teen Choice Awards als Nominierte vertreten.
Im Jahr 2005 spielte McAdams in drei Filmen mit. In der Komödie Die Hochzeits-Crasher spielte sie neben Owen Wilson und Vince Vaughn. In dem Thriller Red Eye arbeitete sie mit Regisseur Wes Craven zusammen, der vor allem für seine Horrorfilmreihen Scream und Nightmare bekannt ist. Ihre Leistung wurde erneut gewürdigt und so qualifizierte sich die Schauspielerin auch in diesem Genre. Schließlich war sie noch an der Seite von Sarah Jessica Parker in der Komödie Die Familie Stone – Verloben verboten! zu sehen.
Zu diesem Zeitpunkt wurde McAdams bereits als das neue It-Girl und als „die neue Julia Roberts“ bezeichnet. Zwischen 2006 und 2007 zog sie sich aus der Öffentlichkeit zurück, um sich um ihre Familie und sich selbst zu kümmern. In dieser Zeit lehnte sie Rollen für Der Teufel trägt Prada, James Bond 007 – Casino Royale, Mission: Impossible III und Get Smart ab.
2009 startete McAdams ein Comeback und wurde mehrfach von der Kritik gelobt. Große Anerkennung bekam sie für ihre Darstellung in State of Play – Stand der Dinge. In der Verfilmung des gleichnamigen Bestsellers Die Frau des Zeitreisenden spielte sie die weibliche Hauptrolle an der Seite von Eric Bana. Kurz darauf war sie als Irene Adler in der Neuverfilmung der Romanreihe des Sherlock Holmes zu sehen, der sich 2012 die Fortsetzung Spiel im Schatten anschloss. 2012 folgten Spielfilmarbeiten mit Terrence Malick und Brian De Palma. In Malicks Drama To the Wonder ist sie als Geliebte von Ben Affleck zu sehen, während sie in De Palmas Thriller Passion (eine Neuverfilmung von Alain Corneaus Liebe und Intrigen aus dem Jahr 2010) an der Seite von Noomi Rapace agiert. Beide Filme erhielten Einladungen in den Wettbewerb der 69. Internationalen Filmfestspiele von Venedig.
Für das 2014 angesetzte Remake von Stephen Kings „Friedhof der Kuscheltiere“ stand sie in der engeren Auswahl für die Rolle der Rachel Creed. Im November 2014 wurde ihre Verpflichtung für eine Hauptrolle in der zweiten Staffel der Serie True Detective des Senders HBO bekannt. Sie war dort neben Colin Farrell, Vince Vaughn und Taylor Kitsch zu sehen.
2015 übernahm sie eine größere Rolle in dem Film Spotlight, wofür sie eine Nominierung als Beste Nebendarstellerin bei der Oscarverleihung 2016 erhielt.
McAdams lebt mit ihrer Familie in Toronto. Seit 2016 führt sie eine Beziehung mit dem Drehbuchautor Jamie Linden. 2018 kam ihr gemeinsamer Sohn zur Welt, 2020 ihre Tochter.

## Filmografie

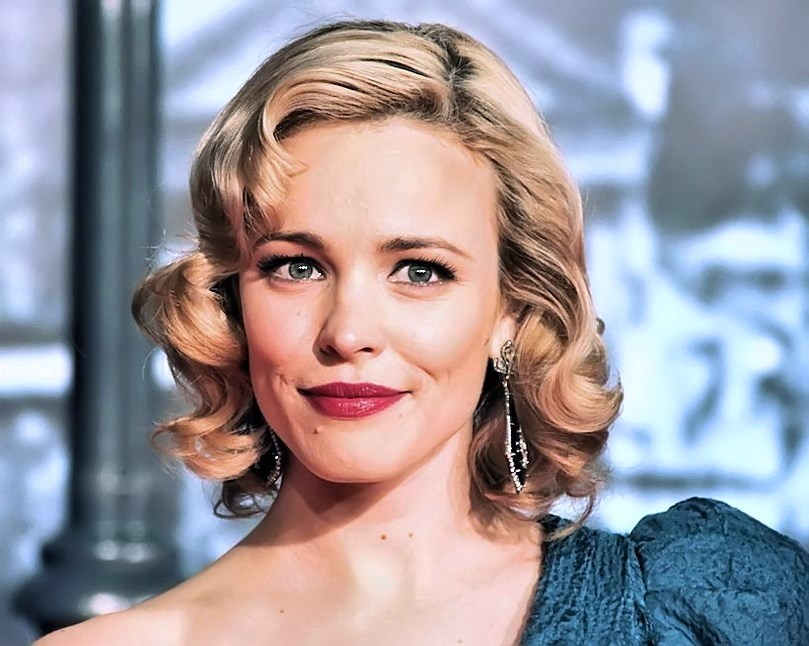
Rachel McAdams bei der Premiere von Sherlock Holmes im Januar 2010

- 2000–2001: The Famous Jett Jackson (Fernsehserie, 2 Folgen)
- 2001: Shotgun Love Dolls
- 2002: My Name is Tanino
- 2002: Mission Erde – Sie sind unter uns (Earth: Final Conflict, Fernsehserie)
- 2002: Perfect Pie
- 2002: Guilt by Association (Coupable par Amour)
- 2002: Hot Chick – Verrückte Hühner (The Hot Chick)
- 2003–2005: Slings and Arrows (Fernsehserie, 7 Folgen)
- 2004: Girls Club – Vorsicht bissig! (Mean Girls)
- 2004: Wie ein einziger Tag (The Notebook)
- 2005: Die Hochzeits-Crasher (Wedding Crashers)
- 2005: Red Eye
- 2005: Die Familie Stone – Verloben verboten! (The Family Stone)
- 2007: Married Life
- 2008: The Lucky Ones
- 2009: State of Play – Stand der Dinge (State of Play)
- 2009: Die Frau des Zeitreisenden (The Time Traveler’s Wife)
- 2009: Sherlock Holmes
- 2010: Morning Glory
- 2011: Midnight in Paris
- 2011: Sherlock Holmes: Spiel im Schatten (Sherlock Holmes: A Game of Shadows)
- 2012: Für immer Liebe (The Vow)
- 2012: To the Wonder
- 2012: Passion
- 2013: Alles eine Frage der Zeit (About Time)
- 2014: A Most Wanted Man
- 2015: Every Thing Will Be Fine
- 2015: Aloha – Die Chance auf Glück (Aloha)
- 2015: True Detective (Fernsehserie, 5 Folgen)
- 2015: Southpaw
- 2015: Spotlight
- 2015: Der kleine Prinz (The Little Prince)
- 2016: Doctor Strange
- 2017: Ungehorsam (Disobedience)
- 2018: Game Night
- 2020: Eurovision Song Contest: The Story of Fire Saga
- 2021: What If…? (Fernsehserie, Folge 1x04, Stimme)
- 2022: Doctor Strange in the Multiverse of Madness
- 2023: Are You There God? It’s Me, Margaret.
- 2023: Dave (Fernsehserie, 3 Folgen)

## Synchronstimme
Rachel McAdams wird in der deutschen Fassung fast aller Filme von Ranja Bonalana synchronisiert. Ausnahmen waren die Filme Wie ein einziger Tag und Married Life, in denen sie von Dascha Lehmann und von Vera Teltz synchronisiert wurde, sowie The Lucky Ones und Passion, für die Kaya Marie Möller und Ulrike Stürzbecher McAdams ihre Stimmen liehen.

## Auszeichnungen

### Prämierungen
Gemini Award

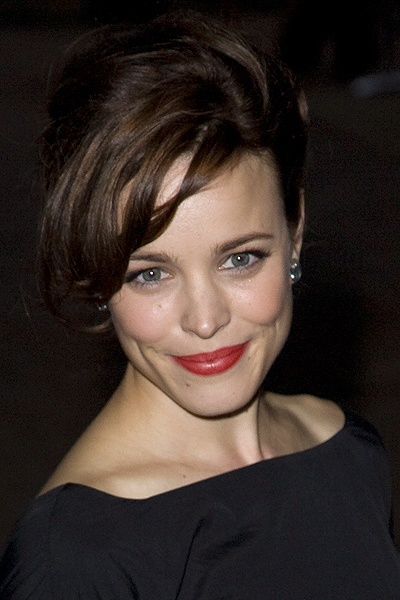
Rachel McAdams (2007)

- 2004: Beste weibliche Leistung in einer Nebenrolle (Drama-Serie) für Slings & Arrows

Hollywood Film Festival
- 2004: Breakthrough of the Year [Actress]

MTV Movie Award
- 2005: Bester Kuss mit Ryan Gosling für Wie ein einziger Tag
- 2005: Best On-Screen Team mit Lindsay Lohan, Lacey Chabert, Amanda Seyfried für Girls Club
- 2005: Best Breakthrough (weibl.) für Girls Club

Show West Award
- 2005: Beste Nebendarstellerin des Jahres
- 2009: Female Star of the Year[10]

Teen Choice Award
- 2005: Choice Movie Actress: Drama für Wie ein einziger Tag
- 2005: Choice Movie Chemistry mit Ryan Gosling für Wie ein einziger Tag
- 2005: Choice Movie LipLock mit Ryan Gosling für Wie ein einziger Tag
- 2005: Choice Movie Love Scene mit Ryan Gosling für Wie ein einziger Tag
- 2006: Beste Schauspielerin in einer Komödie für Die Hochzeits-Crasher
- 2010: Beste Schauspielerin in einem Action Adventure für Sherlock Holmes

### Nominierungen
Oscar
- 2016: Beste Nebendarstellerin für Spotlight

Critics’ Choice Movie Award
- Jan. 2016: Bestes Schauspielensemble für Spotlight
- Jan. 2016: Beste Nebendarstellerin für Spotlight

Genie Award
- 2003: Beste weibliche Leistung in einer Nebenrolle für Perfect Pie

Teen Choice Award
- 2004: Choice Breakout Movie Star – Female für Girls Club
- 2004: Choice Movie Actress: Comedy für Girls Club
- 2004: Choice Movie Blush für Girls Club
- 2004: Choice Movie Hissy Fit für Girls Club
- 2004: Choice Movie Sleazebag für Girls Club
- 2005: Choice Movie Dance Scene mit Ryan Gosling für Wie ein einziger Tag
- 2006: Choice Liplock mit Owen Wilson für Die Hochzeits-Crasher
- 2012: Choice Movie Actress: Drama für The Vow[11]

Satellite Award
- 2005: Herausragende Schauspielerin in einer Nebenrolle (Komödie oder Musical) für Die Familie Stone
- 2016: Bestes Ensemble für Spotlight
- 2016: Beste Nebendarstellerin für Spotlight

People’s Choice Award
- 2013: Favorite Actress – Drama für The Vow

MTV Movie Awards
- 2005: Bester Schurke für Girls Club
- 2005: Beste weibliche Leistung für Wie ein einziger Tag
- 2005: Best Kiss in Wie ein einziger Tag
- 2006: Beste Leistung in Die Hochzeits-Crasher
- 2012: Best Kiss mit Channing Tatum in The Vow[12]

Saturn Award
- 2006: Beste Schauspielerin in Red Eye
- 2011: Beste Nebendarstellerin in Midnight in Paris[13]

Screen Actors Guild Award
- 2016: Beste Nebendarstellerin für Spotlight

Weitere Nominierungen
- 2006: Rising Star Award
- 2006: Glamour’s Women of the Year Awards – Beste Newcomerin